# Skrajna Niewcyrska Turnia
Skrajna Niewcyrska Turnia (niem. Vorderer Neftzer-Turm, słow. Predná nefcerská veža, węg. Elülső-Nefcer-torony) – jedna z wielu turni w Grani Hrubego w słowackiej części Tatr Wysokich. Jest położona między Pośrednią Niewcyrską Szczerbiną na południowym wschodzie, oddzielającą ją od Pośredniej Niewcyrskiej Turni, a Skrajną Niewcyrską Szczerbiną na północnym zachodzie, która oddziela ją od Zadniej Walowej Turni. Skrajna Niewcyrska Turnia to turniczka o kształcie trapezu, od strony północno-wschodniej jest trudno rozróżnialna. Do Wielkiego Ogrodu w Dolinie Hlińskiej opada ścianą o wysokości 300 m. Ściana ta tworzy jedną całość dla wszystkich Niewcyrskich Turni i Zadniej Walowej Turni. Na południe, do Niewcyrki opada ściana o wysokości 40 m, wyraźnie wyodrębniona od ścian sąsiednich turni. 
Skrajna Niewcyrska Turnia jest czwartą turnią w grani od strony Hrubego Wierchu, najdalej wysuniętą na północny zachód z trzech Niewcyrskich Turni – pozostałe to Zadnia Niewcyrska Turnia i Pośrednia Niewcyrska Turnia. Ich nazwy pochodzą od Niewcyrki, położonej u ich południowych ścian. Nazwy turni utworzył Witold Henryk Paryski w 8. tomie przewodnika wspinaczkowego.

## Taternictwo
Dla taterników turnia dostępna jest tylko z grani lub od strony północnej (Niewcyrka jest obszarem ochrony ścisłej z zakazem wstępu).
Drogi wspinaczkowe:
1. Południowo-zachodnią ścianką; miejsca II, miejsce III w skali tatrzańskiej, czas przejścia 15 min
2. Północno-wschodnią ścianą, z Wielkiego Ogrodu; V-, 3 godz.[4]

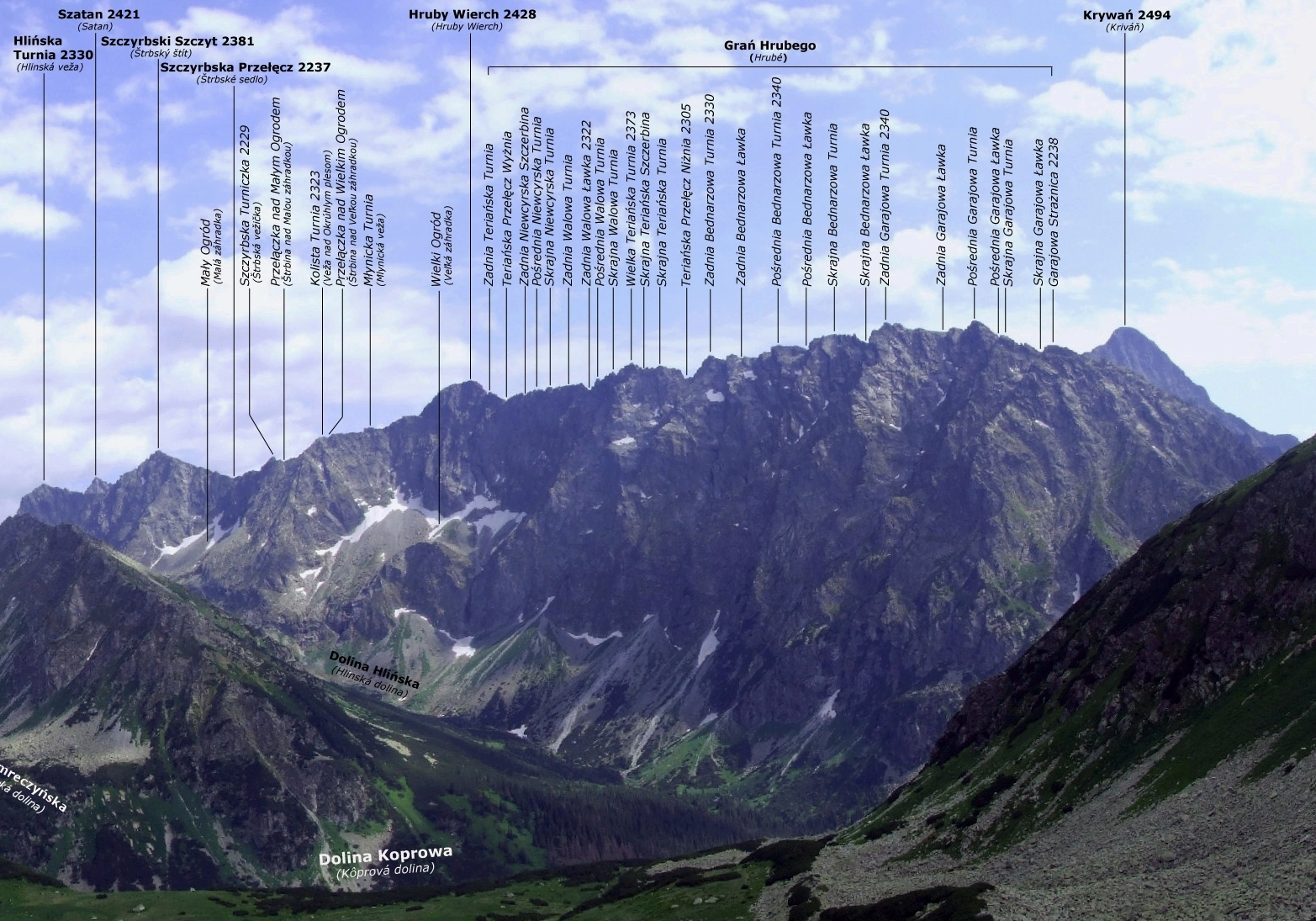
Widok z Zaworów
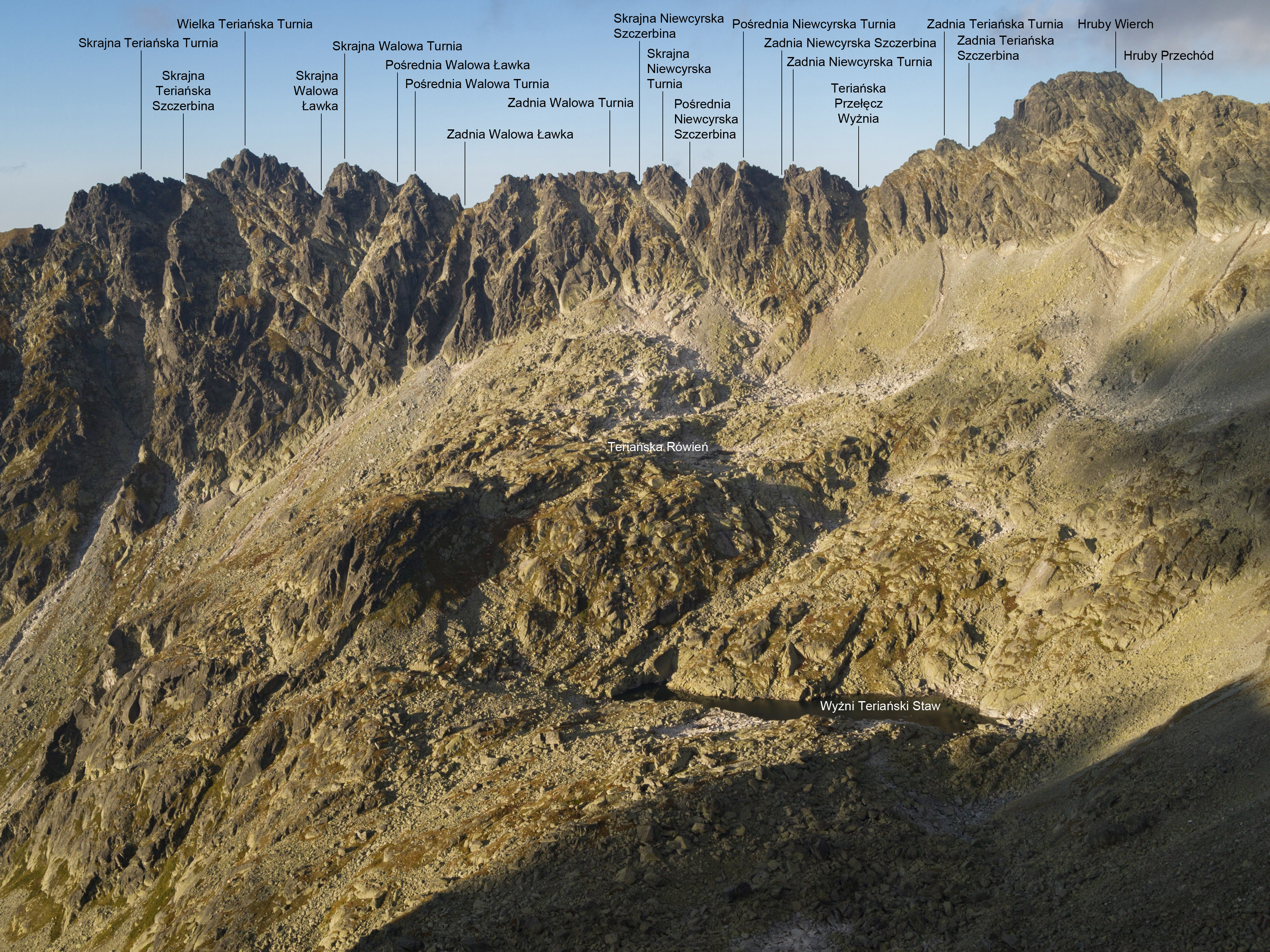
Widok z południowego wschodu
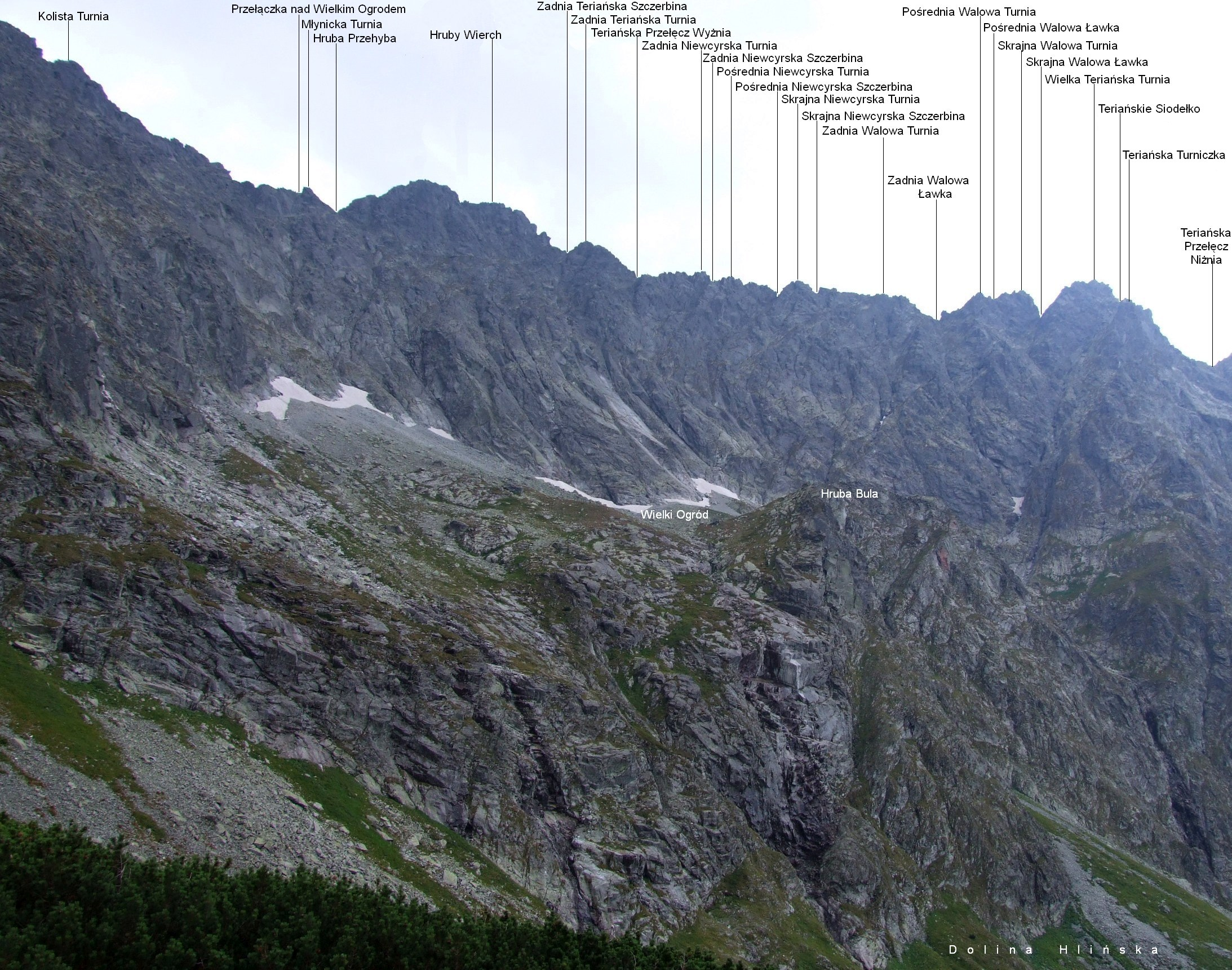
Widok z Doliny Hlińskiej